# ماریام مارتیروسیان
ماریام پطروسی مارتیروسیان (ارمنی: Մարիամ Պետրոսի Մարտիրոսյան؛ انگلیسی: Mariam Martirosyan زادهٔ ۵ ژانویهٔ ۱۹۲۵) برزشناس، سیاستمدار اهل ارمنستان بود.

## زندگی‌نامه
وی در ۵ ژانویه ۱۹۲۵ در دزیتهانکوو به دنیا آمد و از دانشگاه ملی علوم کشاورزی ارمنستان (۱۹۵۲) فارغ‌التحصیل گشت. همچنین برندهٔ جوایزی همچون قهرمان کار سوسیالیست (۱۹۴۷) و نشان لنین (۱۹۴۷) شده است.

## یادداشت
1. ↑  ԽՍՀՄ գերագույն խորհրդի պատգամավոր/deputy of the Supreme Soviet of the Soviet Union